# Банк Національний кредит
Національний кредит — колишній український банк, працював на ринку банківських послуг з 1996 року, головний офіс розташовувався у м. Київ. Станом на 2015 рік, мав мережу із 55 відділень в усіх регіонах України. Банк володів однією з найбільших в Україні мереж платіжних терміналів, яка на кінець 2014 року налічувала близько 5000 штук. Станом на 01.05.2015 р. регулятивний капітал становив більш ніж 379 млн. грн. Загальні активи банку на кінець 2014 року — 2,499 млрд грн., за їх величиною банк входив до III групи "середніх банків" за класифікацією НБУ і посідав 57 місце серед усіх 158 діючих банків в Україні.
5 червня 2015 року Національний банк України відніс ПАТ "Банк Національний кредит" до категорії неплатоспроможних. Відшкодування коштів фізичних осіб - клієнтів банку у межах гарантованої суми здійснював Фонд гарантування вкладів фізичних осіб.
28 серпня 2015, НБУ ухвалив рішення про відкликання банківської ліцензії та ліквідацію ПАТ "Банк Національний кредит".

## Загальна інформація
Почав роботу в 1996. 2009 рік став переломним в історії банку: він змінив власника, вдвічі збільшив статутний капітал та провів ребрендинг. Маючи мережу відділень у точках, нетипових для формування регіонального банківського представництва, банк зміцнив власну присутність у регіонах.
Інформація про власників істотної участі в банку:
Основним акціонером Банку був Оністрат Андрій Аркадійович, відсоток у статутному капіталі – 30,4373%. 39,5627% належало іншим фізичним особам (всього 261 особа, кожна – з часткою не більше 5%), решта 30,00% – п'ятьом юридичним особам.
Фінансові результати на 01.05.2015 р.:
| Регулятивний капітал, тис. грн. | – 379 052   |
| Фінансовий результат, тис. грн. | – 766       |
| Депозитний портфель, тис. грн.  | – 2 175 696 |
| Кредитний портфель, тис. грн.   | – 1 722 827 |

"Банк Національний кредит" був власником мережі платіжних терміналів самообслуговування, яка на початок 2015 року включала понад 5000 автоматів з прийому платежів, що розташовані у всіх регіонах України. Всі термінали компанії працювали на власному процесінгу "Банк24 Національний кредит" (раніше – процесінг «Ё-Платёжка»).
Банк пропонував систему дистанційного керування рахунком: Мобільний Банкінг для платформ Android та iOS.
Банк належав до української банкоматної мережі «УкрКарт».

## Основні напрямки діяльності
Приватним клієнтам
Банк був постійним членом Фонду гарантування вкладів фізичних осіб. 
ПАТ «Банк Національний кредит» надавав весь спектр послуг для приватних клієнтів, включаючи депозити, кредити, розрахунково-касове обслуговування, ведення поточних та карткових рахунків та багато іншого.
Корпоративний бізнес
Банк пропонував весь спектр послуг для корпоративних клієнтів, включаючи депозити, кредити, розрахунково-касове обслуговування, гарантійні операції, дистанційне обслуговування рахунків у системі «БНК Клієнт-Банк», овердрафтові супроводження, зарплатні проекти та багато іншого.

## Соціальна відповідальність
Банк Національний кредит і особисто його найбільший акціонер Андрій Оністрат надавали підтримку розвитку спорту в Україні. У 2013 році Банк надав допомогу в організації та проведенні понад 15 спортивних заходів по всій країні. Серед них турніри з легкої атлетики, плавання, фігурного катання та ін.